# Херрман, Фриц
Фриц Готтфрид Генрих Херрман (нем. Fritz Gottfried Heinrich Herrmann; 15 июня 1885, Магдебург, Германская империя — 21 ноября 1970, Люнебург, ФРГ) — бригадефюрер СС, начальник полиции в Хагене и Штеттине.

## Биография
Фриц Херрман родился 15 июня 1885 года в Магдебурге в семье инженера. В своём родном городе он посещал подготовительную школу и реальное училище. После сдачи экзаменов на аттестат зрелости он решил стать солдатом и в октябре 1904 года в качестве фанен-юнкера поступил на службу в полк пехотной артиллерии «фон Лингер» № 1, принадлежавший к Прусской армии. В 1908 и 1909 году посещал артиллерийскую стрелковую школу в Йютербоге, в 1913 и 1914 году — Прусскую военную академию в Берлине. Во время Первой мировой войны до 1916 года в звании капитана служил командиром батери и адъютантом, а затем находился в генеральном штабе. С 1919 года служил в пограничных войсках.
1 июня 1919 года Херрман в звании майора был переведён в прусскую охранную полицию и с 1920 года возглавлял в Целендорфе отделение охранной полиции. В 1922 году «по политическим причинам» был снят со службы в полиции, после чего занимался экономической деятельностью и до 1924 года был директором фабрики в Дрездене. С 1930 по 1933 год работал журналистом в Берлине. Херманн дружил с будущим генеральным инспектором люфтваффе Эрхард Мильхом и был мужем его дочери Герты. 
1 мая 1933 года вступил в НСДАП (билет № 3131632), а в августе 1933 года — в ряды СС (№ 36242). Его просьба о возвращении в полицию была удовлетворена и с апреля 1933 года Херрман занимал должность начальником полиции в Хагене. В апреле 1934 года стал заместителем начальника полиции в Штеттине, а также руководил местным отделением гестапо. В ноябре 1935 года стал начальником полиции в Штеттине. 1 января 1939 года был переведён на ту же должность в Дрезден.
После начала польской кампании Херрман недолго был начальником гражданского управления при 4-й армии вермахта. 5 сентября 1939 года его заменил Альберт Форстер. С 1 февраля 1940 года занимал должность начальника окружного управления в округе Данциг-Восточная Пруссия. 22 января 1943 года был переведён в Люнебург, где с 1 мая 1944 года был начальником окружного управления. 21 июня 1944 года Херрману было присвоено звание бригадефюрера СС.
Незадолго до окончания войны британская военная администрация сняла его с должности. После прохождения процедуры денацификации был отнесён к категории «незначительно виновных». До 1954 года безуспешно пытался добиться предоставления себе пенсии как бывшему начальнику окружного управления.

## Звания[2]
- Унтерштурмфюрер СС: апрель 1934
- оберштурмфюрер СС: июнь 1934
- гауптштурмфюрер СС: апрель 1935
- штурмбаннфюрер СС: апрель 1936
- оберштурмбаннфюрер СС: январь 1937
- штандартенфюрер СС: ноябрь 1938
- оберфюрер СС: январь 1939
- бригадефюрер СС: июнь 1944